# Chuck Mercein
(en) Statistiques sur pro-football-reference
Charles Schley Mercein, né le 9 avril 1943 à Milwaukee, est un joueur américain de football américain. 

## Enfance
Fils d'un animateur de radio et de télévision, Mercein étudie à la New Trier High School de Winnetka dans la banlieue de Chicago.

## Carrière

### Université
Étudiant à l'université Yale, il évolue dans l'équipe de football américain des Bulldogs de 1961 à 1964, dominant le classement des coureurs de Yale en 1963 et 1964,. Il est également nommé All-American et parmi les meilleurs joueurs de l'Ivy League.

### Professionnel
Chuck Mercein est sélectionné au troisième tour de la draft 1965 de la NFL par les Giants de New York au trente-et-unième choix mais également par les Bills de Buffalo au dixième tour de la draft de l'AFL sur la soixante-dix-neuvième sélection. Il accepte la proposition de New York et joue deux saisons dont une comme fullback titulaire. Résilié par les Giants le 23 octobre 1967, il joue, pendant deux-trois semaines, dans le circuit semi-pro avec les Bulls de Wastchester en Atlantic Coast Football League, et doit s'engager avec l'équipe d'entraînement des Redskins de Washington. Toutefois, après avoir perdu sur blessure Jim Grabowski et Elijah Pitts dans un match face aux Colts d'Indianapolis, l'entraîneur des Packers de Green Bay, Vince Lombardi, contacte Mercein et le fait venir avant dans le Wisconsin, rendant furieux Otto Graham, l'entraîneur des Redskins.
Le running back devient l'un des symboles des Packers lors de la saison 1967 et notamment au moment de la finale du championnat NFL contre les Cowboys de Dallas où il effectue plusieurs courses, contribuant à la victoire des siens et à leur qualification au Super Bowl II que remporte Green Bay. Libéré après ce succès, il revient chez les jaunes et verts en 1968 mais doit se contenter d'un poste de remplaçant avant d'être définitivement résilié en novembre 1969. Intégré à l'équipe d'entraînement des Redskins juste après par Vince Lombardi, désormais entraîneur de Washington, il n'atteint jamais l'équipe active et termine sa carrière chez les Jets de New York en 1970. 